# Двигубський Іван Олексійович
Двигубський Іван Олексійович (нар. 24 лютого (7 березня) 1771 — пом.30 грудня 1839 (11 січня 1840)) — український вчений-природознавець, педагог, ректор Московського університету, доктор медицини, професор.

## Життєпис
Народився у м. Короча Курської губернії (тепер Бєлгородська область Російської Федерації) у родині священика Олексія Двигубського. Був нащадком козацького роду, засновник якого зміївський сотник початку XVIII ст. А.Горпинченко-Двигубський. Спочатку отримав домашню освіту. Згодом поступив та закінчив Харківський колегіум, де пізніше викладав риторику.
У 1793—1796 роках навчався у Московському університеті, працював там і надалі. З 1798 року він ад'юнкт-професор природничої історії, з 1802 року отримує звання доктора медицини. Того ж року виїхав за кордон для вдосконалення в галузі хімії та медицини: слухав лекції в університетах Парижа, Геттінгена та Відня, відвідав Чехію та Угорщину.
З 1808 року стає ординарним професором, з 1830 року — заслуженим професором. У 1820—1829 роках видавав журнал «Новый магазин естественной истории, физики, химии и сведений экономических». З 1826 до 1833 рік призначається ректором Московського університету. Водночас, у 1827—1833, роках завідувач університетської кафедри ботаніки, деякий час був також деканом медичного факультету.
У 1833 році вийшов у відставку, отримавши звання дійсного статського радника. Після цього перебирається до Кашири Казанської губернії (тепер Московська область Російської Федерації). Сконав в цьому ж місті 30 грудня 1839 року.

## Звання та нагороди
Член Московського товариства дослідників природи, Московського фізико-медичного товариства, Санкт-Петербурзького економічного товариства та інших наукових товариств. Кавалер орденів св. Станіслава 1-го ступеня (1881 рік), св. Анни 1-го ступеня (1883 рік), св. Володимира 2-го ступеня (1890 рік).

## Твори
- «Початкові основи ботаніки» (1805рік)
- «Початкові основи технології» (1807 рік)
- «Фізика для шляхетних вихованців університетського пансіону» (1808 рік)
- «Початкові основи природничої історії рослин» (1811 рік)
- «Зображення та описи тварин Російської імперії» (1817 рік)
- «Московська флора, або опис рослин, що дико ростуть у Московській губернії» (1828 рік)
- «Дослід природничої історії всіх тварин Російської імперії» (1829—1832 роки)
- «Лексикон міського й сільського господарства» (т. 1—12, 1836—1840 роки)
- Переклав російською мовою низку наукових праць з різних галузей природознавства (з латини, французької, німецької, англійської мов).